# سکینه محمدی آشتیانی
سکینه محمّدی آشتیانی (متولد ۱۳۴۶) نام خانمی است که در یکی از دادگاه‌های کیفری ایران متهم به زنای محصنه و نیز معاونت در قتل همسرش محکوم به اعدام شده بود که در دادگاه تجدید نظر حکم به ۱۰سال زندان تغییر یافت و در سال ۲۰۱۴ آزاد شد.

## زندگی
سکینه محمّدی آشتیانی همسر ابراهیم قادرزاده  دارای دو فرزند به نام‌های فریده و سجاد است. پسر وی به جرم مصاحبه جنجالی دربارهٔ پرونده مادرش با دو خبرنگار آلمانی مدتی در بازداشت بود که بعد با وثیقه آزاد شد.
او پس از قتل همسرش ابراهیم قادر زاده به جرم همکاری با فردی به نام عیسی طاهری در قتل همسرش و نیز زنای محصنه دستگیر شد.

## حکم سنگسار
سکینه محمدی آشتیانی به اتهام انجام زنای محصنه، به سنگسار محکوم شد.
سکینه در تاریخ ۱۳۸۵/۲/۲۵ بر اساس حکم صادره از شعبه ۱۰۱ دادگاه جزایی آذربایجان شرقی با شماره ۱۱۴–۸۵/۲/۲۷ به اتهام شرکت در قتل همسرش و داشتن رابطه نامشروع با آقایان ناصر و سیدعلی به تحمل نود و نه ضربه شلاق تعزیری محکوم می‌شود.
حکم صادره پس از قطعیت به اجرای احکام ارسال و مجازات اجرا می‌شود. در تاریخ ۱۳۸۵/۶/۱۹ موضوع پرونده در شعبه ششم دادگاه کیفری استان آذربایجان شرقی، مجدداً به تبع یک پرونده قتل، رسیدگی می‌شود.
قضات شعبه ششم دادگاه کیفری استان، این بار اتهام زنای محصنه را به سکینه نسبت داده و بدون آنکه دلایل اثبات دعوی دربارهٔ این اتهام، بر مجرمیت سکینه طبق ماده ۸۳ به بعد قانون مجازات اسلامی وجود داشته باشد و علی‌رغم انکار وی در آخرین جلسه دادرسی و دفاع خود مبنی بر اینکه تمام مطالب گذشته را به دروغ عنوان کرده بود، دادگاه صرفاً با استناد به «علم قاضی» حکم به سنگسار این زن صادر می‌کند.
محمد مصطفایی وکیل ایرانی وکالت این زن را در زندان تبریز به عهده می‌گیرد. محمد مصطفایی برای اولین بار موضوع بی گناهی پرونده سکینه محمدی را در وبسایتش به نام مدافع منتشر می‌نماید. پس از انتشار این موضوع توجه جهانیان به این پرونده خاص جلب می‌گردد.

### واکنش جهانی
وزیر امور خارجه بریتانیا حکم سنگسار سکینه محمدی را «قرون وسطایی» توصیف کرد و گفت اجرای آن باعث ایجاد «نفرت و انزجار» در جهان خواهد شد.
سخنگوی وزارت خارجه آمریکا این حکم را به عنوان «مرگ همراه با شکنجه»، یک اقدام وحشیانه خواند و آن را محکوم کرد.
پیش از این کشورهای نروژ و فرانسه نیز این حکم مقامات ایرانی دربارهٔ سکینه محمدی را محکوم کرده بودند. لولا داسیلوا رئیس‌جمهور برزیل از ایران تقاضا کرد که اجازه دهد وی به برزیل پناهنده شود ولی ایران این درخواست را رد کرد. پس از این رئیس‌جمهور برزیل اعلام کرد که اعدام وی از نظر انسانی قابل قبول نیست.
دیلما روسف رئیس‌جمهور منتخب برزیل نیز ضمن مخالفت با اعدام سکینه محمدی آشتیانی، حکم سنگسار را بربریت خواند. بیش از هشتاد تن از هنرمندان و شخصیت‌های سیاسی، فرهنگی، هنری و علمی جهان در نامه سرگشاده‌ای که در روزنامه تایمز لندن چاپ شد از آیت الله خامنه‌ای، رهبر حکومت جمهوری اسلامی و محمود احمدی‌نژاد، رئیس‌جمهور ایران خواستند که آشتیانی را از زندان آزاد کنند.
فعالیت‌های مدنی و حقوق بشری برای آزادی سکینه محمدی از این جهت مورد نقد قرار گرفته که این کمپین‌ها همدست مرد او را رها کرده‌اند و در مواردی تلاش کرده‌اند او را تنها قاتل همسر سکینه محمدی معرفی کنند.

### آزادی
در پی بالا گرفتن اعتراض‌های جهانی نسبت به سنگسار محمدی آشتیانی ستاد حقوق بشر قوه قضائیه ایران اعلام کرد در مورد این پرونده راهکارهای ویژه را در نظر خواهد گرفت که به احتمال زیاد منظور این کمیته امکان عفو رهبری بوده‌است. سجاد  پسر سکینه آشتیانی خطاب به خبرنگاران گفت: «مادرمان مقصر است اما ما پدرمان را از دست دادیم و نمی‌خواهیم مادرمان را هم از دست بدهیم.» و در نهایت به حکم دادگاه سکینه محمدی آزاد شد.